# Sonny Berman
Pour les articles homonymes, voir Berman.
Sonny Berman (de son vrai nom Saul Berman) est un trompettiste de jazz américain né le 21 avril 1925 à New Haven (Connecticut) et mort le 16 janvier 1947 à New York.

## Repères discographiques
- Sidewalk of Cuba (avec Woody Herman), 1946
- Curbstone shuffle, 1947